# Pablo Monsalvo
Pablo Martín Monsalvo (Roque Pérez, Provincia de Buenos Aires, Argentina, 17 de enero de 1983) es un exfutbolista argentino.

## Clubes
| Club                   | País      | Año         |
| ---------------------- | --------- | ----------- |
| Huracán                | Argentina | 2001 - 2006 |
| Olimpo de Bahía Blanca | Argentina | 2006 - 2007 |
| AIK                    | Suecia    | 2007 - 2008 |
| Newell's Old Boys      | Argentina | 2008 - 2009 |
| Racing Club            | Argentina | 2009        |
| Instituto de Córdoba   | Argentina | 2010        |
| Audax Italiano         | Chile     | 2010 - 2011 |
| Almirante Brown        | Argentina | 2011 - 2012 |
| Chacarita Juniors      | Argentina | 2012 -2013  |